# 黃年
黃年（？—），臺灣新聞工作者。他長年服務於《聯合報》，曾任該報總主筆、總編輯，現為聯合報副董事長。

## 生平
早年，黃年就讀於陸軍士校，並於當時受《夏潮》雜誌訪問時表示期許自己在民主政治上扮演一種「積極的第三者」角色。
1971年，國立政治大學正在舉行期中考，正在四維堂樓上應考社會學的黃年突然站起並以嘹亮聲音說道：「各位同學，我們剛得知台灣已經退出聯合國，請大家起立為我們國家默哀一分鐘」，全場人員隨即遵照其指示進行默哀。隨即，黃年復以悲憤情緒發表言論，又高喊：「中華民國萬歲！」 此後，黃年更在校內辯論賽事上與周玉蔻、姚鷺、熊昌生、綦蔚等代表系上獲得冠軍。此外，黃年也曾日夜連續積極投入於班刊編輯事務。
1975年6月，黃年自國立政治大學新聞系畢業，並於隨後入同校政治研究所碩士班就讀，同時入張任飛所主持的《綜合月刊》任職。
1978年，在《時報周刊》海外版總編輯周天瑞邀請下，黃年任該刊副總編輯，後升任總編輯，並轉任《中國時報》專欄組主任。 後來，在張作錦賞識邀請下，黃年於1980年初轉入《聯合報》任其專欄組副主任及主任。1982年9月，黃年被《聯合報》領導團隊升任採訪中心主任。
1986年，黃年獲《聯合報》報社獎助前往牛津大學進修。
報禁將解之時，黃年被召回臺北，並賦予領導《聯合晚報》，後又陸續升任聯合晚報社長、聯合報總編輯等職，更因其文筆被任命為聯合報總主筆（1992-2013）。黃年後來擔任聯合晚報發行人、現為聯合報副董事長。

## 獎項及榮譽
- 星雲真善美新聞傳播獎新聞專業貢獻獎（2009年）
- 金鼎獎新聞評論獎（2000年、1998年）
- 吳舜文新聞獎評論獎（2011年、2009年、2008年、2000年、1997年）
- 曾虛白先生新聞獎新聞評論獎（2000年、1999年、1998年、1997年）[3]

## 語錄
- 「...我常將自己認同為一個反政客主義的愛國者，反對國民黨的政客，也反對黨外的政客。」[1]
- 「我是一粒沙，給你作成塔。」[4]

## 評論
- 《天下雜誌》：「口袋裡的錐子」[1]
- 《銘報》：「鬥魚的性格，悍將的作風」[1]
- 王惕吾：「本報有計畫、有步驟長期培養的人才」[1]
- 姚鷺：「他沒有當過跑第一線的記者，卻是我見過新聞感最強的人。」[2]
- 王健壯：「一個值得尊敬的對手」[2]、「我們都很尊敬他，你知道為什麼嗎？因為他是個對手。」[5]
- 「新聞敏感度一流的人才」[1]
- 張作錦：「他相當能對自己的言論負責、檢束而自省」[2]
- 胡鴻仁：「他很誠實，他做他相信的事。」[5]
- 陳國祥：「政治立場可以挑戰；但他的操守、能力無法挑戰」[5]
- 施威全：「黃年以大量的文字累積自己的思考，其思想更成為藍綠政治人物思考兩岸政策的起點。」[6]

## 外部連結
- 黃年 - 遠見華人精英論壇| Global Views Leaders Fourm - 遠見雜誌 （页面存档备份，存于）